# ひと晩泊めてね
「ひと晩泊めてね」（ひとばんとめてね）は、1985年2月25日に発売された小林幸子のシングル。

## 解説
- ヒット曲「もしかして」に引き続き美樹克彦が作曲を手掛けた。

## 収録曲
1. ひと晩泊めてね
作詞：喜多條忠、作曲：美樹克彦、編曲：竜崎孝路
2. 夫婦しぐれ
作詞：水木かおる、作曲：四方章人、編曲：薗広昭